# کاریشما شرما
کاریشما لعل شرما (انگلیسی: Karishma Sharma؛ زادهٔ ۲۲ دسامبر ۱۹۹۳) بازیگر و مدل هندی است که به خاطر ایفای نقش راگینی در راگینی ام ام اس: بازگشت، آینا در چمن کچل، تینا در ضربه عشق ۲ و ایشا در من به خاطر خودمون، شناخته شده‌است.

## فیلم‌شناسی
| سال  | نام فیلم       | نقش   | نکات        | مرجع. |
| ---- | -------------- | ----- | ----------- | ----- |
| ۲۰۱۵ | ضربه عشق ۲     | تینا  |             | [ ۵ ] |
| ۲۰۱۸ | هتل میلان      | شهین  |             | [ ۶ ] |
| ۲۰۱۹ | سوپر ۳۰        | بی‌نام | آواز: پایسا | [ ۷ ] |
| ۲۰۱۹ | چمن کچل        | آینا  |             | [ ۸ ] |
| ۲۰۲۲ | بازگشت یک شرور | سی یا |             |       |